# Erebia palarica
Erebia palarica es una especie de mariposa diurna de la familia Nymphalidae, también conocida como montañesa gigante o montañesa cantábrica. Esta especie únicamente está presente en el noroeste de España.

## Etimología
(Erebia palarica Chapman, 1905): "dedicado a Palas, sobrenombre de Atenea".
El género Erebia hace referencia a Erebo, hijo del Caos según la mitología griega; que evoca oscuridad y tinieblas.
Erebia palarica es conocida en español como montañesa gigante o montañesa cantábrica. El primero de sus nombres lo recibe por tratarse del miembro de mayores dimensiones (45-55 mm de envergadura alar)  de su género. El segundo hace referencia a su carácter de endemismo de la cordillera Cantábrica: su área de distribución mundial se reduce a las montañas más elevadas de Ourense, Zamora, León, Palencia, Cantabria y Asturias.

## Taxonomía y evolución
Erebia palarica es un lepidóptero de la familia Nymphalidae, la familia más grande de mariposas con alrededor de 6.000 especies, siendo las más diversas en estructura y patrones de alas. Las Nymphalidae se conocen como “mariposas con patas de cepillo”, debido a la reducción de las patas delanteras en ambos sexos. 
Las mariposas montañesas (Erebia) constituyen un género compuesto por aproximadamente unas 100 especies. Se pueden encontrar por toda la región holártica (Eurasia y América del Norte) asociadas, por lo general, a tierras de elevada altitud (montañas y mesetas) o de alta latitud, como la tundra ártica. Se trata de insectos con un alto grado de adaptación a condiciones ambientales especialmente frías.
Hasta 20 especies del género Erebia están presentes en la península ibérica como consecuencia de las glaciaciones del Pleistoceno (entre 2 Ma y 14000 bP). El género Erebia suele mostrar muchas variaciones fenotípicas intraespecíficas en el tamaño del ala y su patrón, dando lugar así a un número considerable de subespecies. Este género experimentó una rápida diversificación debido a la especialización en la distribución espacial y temporal de muchas de sus especies, resultando en un gran número de taxones endémicos.

En palabras del entomólogo Hugo Mortera Piorno: 
"El género Erebia es uno de los más interesantes, pues incluye especies que constituyen reliquias glaciares que, en nuestra región, actualmente viven acantonadas en las montañas, descendientes de ancestros procedentes de la tundra y taiga de las regiones boreales que se vieron forzados en descender en latitud por efecto de las glaciaciones pleistocénicas".
Las poblaciones de E. palarica presentan un bajo grado de variación genética en el patrón genético actual, el cual parece estar fuertemente influenciado por cuellos de botella recientes y la limitada distribución de este taxón endémico. A una escala geográfica tan fina, el gradiente de diversidad genética, más alto en la población más al norte y más bajo en la más al sur, podría explicarse simplemente por una pérdida gradual de variación en la dirección de la colonización posglacial. Sin embargo, se han detectado cuellos de botella en las tres poblaciones y podrían haber invertido el patrón.
En su tesis, Vila (2004) propone que diversas poblaciones buscaron refugio en las tierras bajas, desde donde ascendieron hasta sus ubicaciones actuales cuando las condiciones climáticas eran lo suficientemente cálidas. Una vez aisladas, una primera etapa de diferenciación fue causada por la deriva genética en las poblaciones separadas. La aparición de cuellos de botella independientes en tiempos más recientes puede haber sido responsable tanto del bajo grado de variación actual como de la falta de monofilia recíproca.

## Distribución

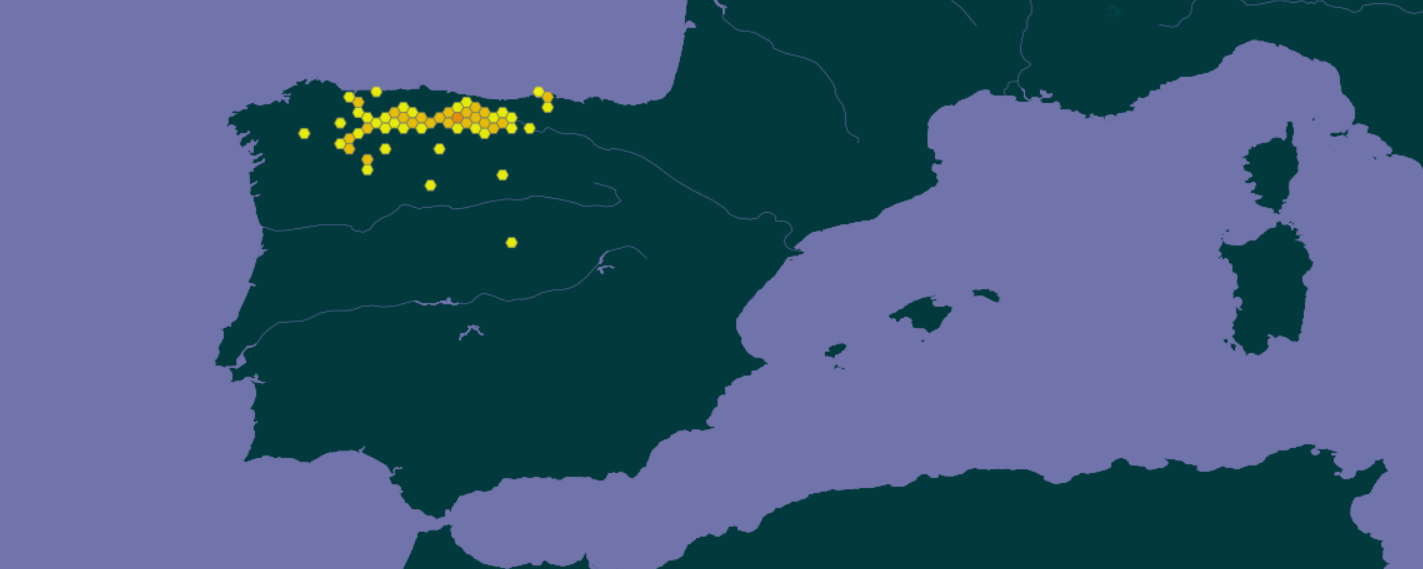
Distribución de Erebia palarica

La montañesa gigante es una especie endémica del noroeste de España, en los macizos montañosos Galaico y Cantábrico, distribuyéndose a lo largo de la cordillera Cantábrica y los montes de León.
Esta especie se encuentra en altitudes superiores a los 1.000 metros, ya que, cuando el hielo retrocedió tras las glaciaciones del Pleistoceno, estas mariposas típicas de los hábitats de la tundra, fueron relegadas a las cadenas montañosas.

## Morfología
La montañesa gigante es una especie muy polimórfica que presenta una envergadura alar de entre 54 y 64 mm, siendo la especie del género Erebia de mayor tamaño del mundo.
Esta especie presenta dimorfismo sexual:

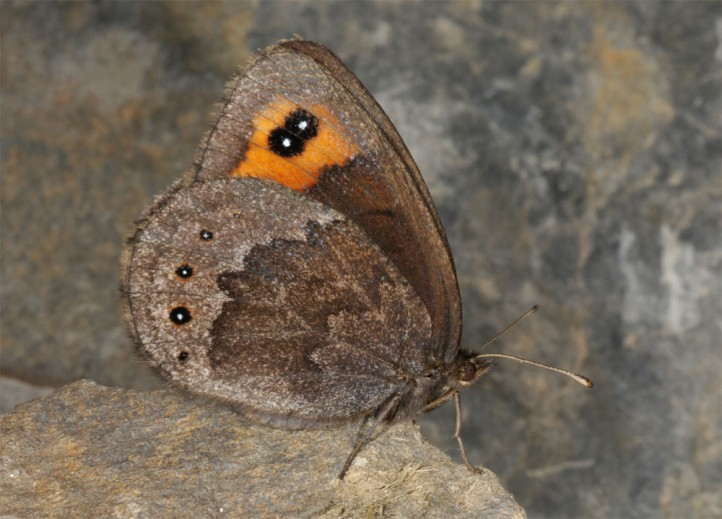
Hembra de Erebia palarica

Por un lado, el macho tiene el anverso marrón oscuro y una ancha banda anaranjada en ambas alas con un estrechamiento en el centro en ocasiones con forma de “8”, y que engloba en el ala anterior dos grandes ocelos con núcleo blanco, y en la posterior cuatro o cinco ocelos grandes; el reverso es pardo oscuro, con dos ocelos unidos en el ala anterior y otros poco visibles en la posterior, que es oscura, con bandas más claras. 
En cambio, la hembra es más clara, presentando en el anverso del ala anterior normalmente dos ocelos grandes y otro u otros pequeños (hay ejemplares con multitud de ocelos); su reverso es más claro, habitualmente con una banda blanquecina en el ala posterior.  

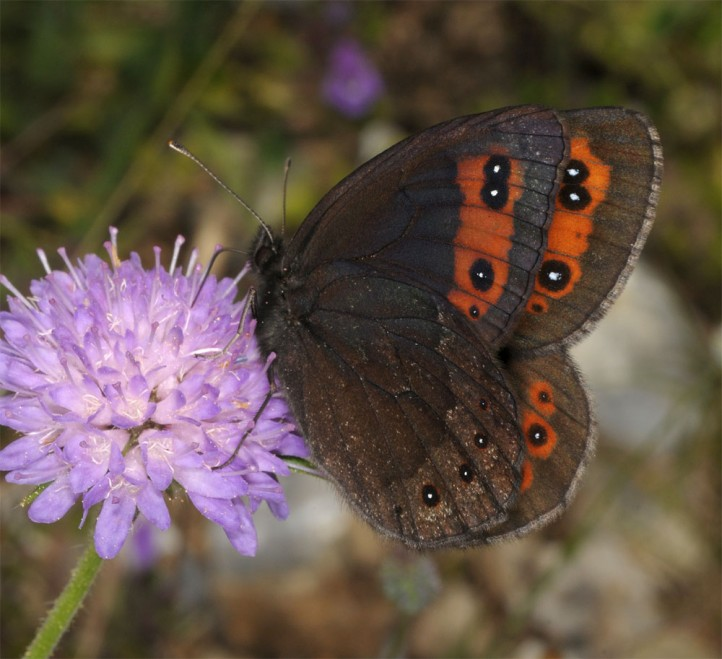
Macho de Erebia palarica

La oruga es de color ocre con líneas longitudinales claras y oscuras. La crisálida es de color verdoso o marrón claro con líneas rojizas, colocada en el suelo.

## Similitud con otras mariposas
Erebia palarica está cerca de Erebia meolans, que a menudo es sintópica (al menos en áreas rocosas). Erebia meolans se distingue de Erebia palarica porque está mucho más extendida por la península, ya que se encuentra en prácticamente todos los sistemas montañosos de la mitad norte de España. Además, Erebia meolans tiene un aspecto menos vasto, y es más brillante y pequeña que Erebia palarica y generalmente tiene menos marcada la zona de transición en reverso, aunque no siempre. Así pues, Erebia palarica es la Erebia europea más grande, por lo que el tamaño es un rasgo muy distintivo que ayuda a diferenciar ambas especies.
Las escamas de los lepidópteros son muy variables de una especie a otra. En el caso de Erebia palarica, tienen forma de lanza acabada en una especie de penacho o plumero pequeño.

## Relaciones filogenéticas
En el estudio que realizaron Panigaj et.al (2015), con el objetivo de analizar la relación de las especies de Erebia de los Cárpatos occidentales con otras especies del género a partir de la variabilidad de las secuencias de genes mitocondriales COI (subunidad I de la citocromo ocidasa), encontraron que la secuencia COI de E. ligea que tenían de Eslovaquia estaba altamente relacionada con otras secuencias de esta misma especie, pero de otras regiones (Rumania, Suiza, Mongolia). Además, encontraron relación con una secuencia correspondiente a un individuo de España (número de acceso de GenBank AY090212, informado como E. palarica Chapman, 1905), posiblemente una secuencia mal identificada. 
En otro estudio, Peña et al. (2006), reportaron también una relación de E. palarica y E. ligea, usando un método similar. 
En otro estudio, N. Wahlberg et al. (2003) quiso identificar los principales clados de Nymphalidae y aclarar las relaciones de los principales clados utilizando datos de secuencias de 3 genes (2 nucleares y 1 mitocondrial) de 54 especies de las 10 subfamilias de Nymphalidae reconocidas por Ackery et al. (1999).  
Los resultados tuvieron escaso o nulo apoyo a la mayoría de los nodos de los cladogramas, ya que había muy poca información filogenética. Los datos COI con las posiciones del tercer codón dieron un árbol de consenso sin resolver en los nodos más profundos, pero la eliminación del tercer nodo produjo un árbol de consenso más resuelto aunque no coincidió con la taxonomía actual.  
En un primer momento se colocó Erebia dentro de Satyrine, pero la posición de este clado tenía poco apoyo.  
Finalmente, se identificaron 4 clados principales en la familia Nymphalidae: clado danaino (que incluye Danainae), clado satírico (que incluye Characinae, Satyrinae, Calinaginae y Morphinae), clado heliconiino (que incluye Heliconiinae y Limenitidini) y clado ninfalino (que incluye Nymphalinae, Apaturinae, Coeini, Cliblidini, Cyrestini y Pseudergolini). Hasta el día de hoy, estos clados son una de las hipótesis más sólidas de relaciones subfamiliares.  
Los cladogramas más parsimoniosos resuelven las relaciones de estos cuatro clados principales, no obstante, los nodos basales no reciben apoyo en el análisis combinado de los 3 genes debido a la incongruencia del conjunto de datos de COI con los datos nucleares.  
Los resultados obtenidos confirman y refuerzan algunos de los resultados inesperados de estudios anteriores, por ejemplo: la polifilia de Limenitidinae, que la tribu Coeini pertenece a la subfamilia Nymphalinae, que Amnosia no pertenece a la subfamilia Nymphalinae sino que está más relacionada con Pseudergolini, que Bliblidini no pertenece a Limenitidinae sino que debería considerarse una subfamilia propia como Bliblidinae.  
Su estudio también sugirió que el número de subfamilias actualmente reconocidas en Nymphalidae eran demasiado pocas. Así pues, la tribu Bliblidini debería ser elevada al estatus de subfamilia y probablemente las tribus Cyrestini y Pseudergolini necesitarían ser colocadas en sus propias subfamilias.  
Queda por descubrir si las danainas son el grupo más basal de Nymphalidae o el grupo hermano del clado de las satíricas. 
En la última página de este artículo podemos ver una clasificación revisada de Nymphalidae según Harvey (1991).

## Ciclo vital: desarrollo y reproducción

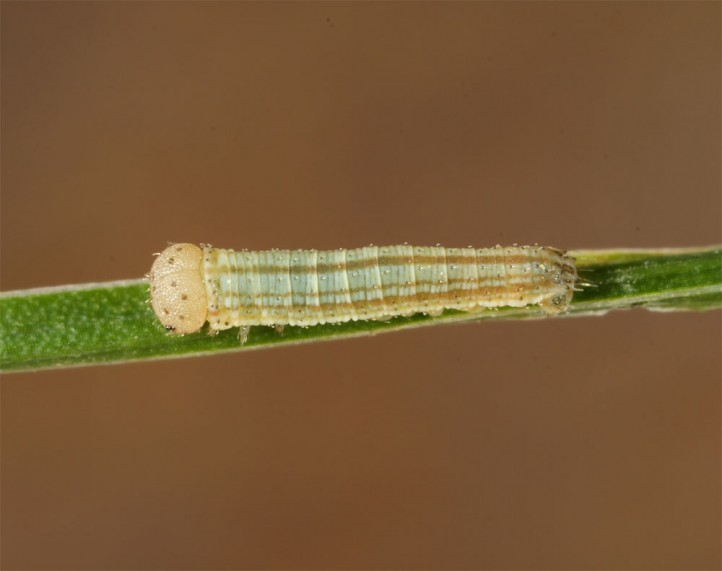
Larva de Erebia palarica en el primer estadio larval

La frecuencia o número de crías anuales, definida por el voltinismo, varía considerablemente en las especies de mariposas según la ubicación geográfica y la altitud. Las mariposas del género Erebia se consideran plásticas con respecto a la duración de su ciclo de vida, pero nunca multivoltinas.
Erebia palarica es una especie univoltina, es decir que a lo largo del año tiene lugar una sola generación, entre finales de mayo y principios de septiembre (según la altitud). Depositan los huevos uno por uno en arbustos cerca de los pastos o en el propio pasto. Pasan el invierno en forma de oruga entre la hierba y la metamorfosis suele ser un proceso rápido en primavera.
En un estudio, Vila & Bjürklund (2004) proponen tres escenarios factibles que explicarían el univoltinismo en esta especie: 
1. Que el bivoltinismo nunca haya sido un rasgo de la historia de vida en esta población.
2. Que existiera una fase bienal en esta población en el pasado, cuando se presentaban condiciones climáticas frías en la zona, y posteriormente pasara a ser anual, cambio que podría haber ocurrido hace un número suficiente de generaciones para que la diferenciación genética inicial haya quedado diluida.
3. Que existiera un ciclo bienal en el pasado, pero los cuellos de botella hayan enmascarado su señal genética.

## Comportamiento y ecología

### Hábitat
Erebia palarica habita en pastizales, laderas herbáceas y praderas que suelen ser ricas en arbustos enanos, especialmente de Cytisus y Erica, en altitudes comprendidas entre 500 y 2000 m (la mayoría de las veces entre 1000 y 1650 m) y sus poblaciones actualmente se encuentran aisladas entre sí en diferentes cadenas montañosas. La mayoría de las poblaciones se encuentran en suelos ácidos, nunca en suelos calcáreos. Aparece de mayo a agosto, sobrevuela herbazales y praderas de media y alta montaña con árboles dispersos, suele posarse en bordes de caminos y carriles sobre la vegetación, no suele volar más alto de 2 m para evitar el viento que suele ser fuerte en estas zonas.

### Alimentación
Erebia palarica es una especie generalista, lo que significa que no depende de ninguna especie de Poaceae en particular para el desarrollo de su estado larval.
Las orugas se alimentan de plantas herbáceas. Como plantas nutricias se han citado gramíneas como Poa alpina, P. trivialis, P. annua, Festuca rubra y F. pratensis.

### Adaptaciones morfológicas y ecológicas
De tamaño pequeño a mediano, colores oscuros que absorben mejor la luz solar para proporcionar calor, cuerpos cubiertos de pelo que evitan la pérdida de calor, ciclo de vida adaptado a los meses de altas temperaturas (la larva es la que sobrevive en invierno, mientras que la metamorfosis, la crisálida, es una fase muy rápida). Su vuelo es bajo, sobre las praderas o matorrales, para esquivar los vientos de montaña.
Las estrategias de adaptación de las mariposas Erebia para hacer frente a las condiciones climáticas frías son la adopción de un ciclo bienal y/o la reducción de su localidad de altitud. Estudios sugieren que la falta de bienalismo en Erebia palarica indica que su estrategia adaptativa fue moverse a altitudes más bajas durante los períodos fríos (edades de hielo).

### Estado de conservación
Esta especie está incluida en el Libro Rojo de las mariposas europeas en la categoría SPEC 4a (Especies europeas endémicas no amenazadas).
Aunque esta especie no está catalogada como especie amenazada, debemos tener presente que se trata de un endemismo con distribución bastante localizada y que tiene un hábitat muy específico. Así pues, cabe destacar que sus poblaciones son muy vulnerables a las alteraciones provocadas por el cambio climático.